# Gold Coast Titans
Els Gold Coast Titans són un club professional de rugbi a 13 australià amb seu a Gold Coast, Queensland. El club juga a la National Rugby League (NRL).
El club no ha guanyat mai cap campionat.